# Jean-Paul Alègre
Pour les articles homonymes, voir Alègre.
Jean-Paul Alègre est un auteur dramatique français né le 13 mai 1951 au Perreux-sur-Marne.
Il est depuis plusieurs saisons, et d'après les statistiques de la Fédération nationale des compagnies de théâtre et d'animation, un des auteurs vivants les plus joués en France. Il est également le président du Centre des bords de Marne, scène conventionnée d'intérêt national au Perreux.

## Publications
Toutes ses pièces sont éditées aux Éditions de l'Avant-Scène et chez Lansman éditeur :
- La Ballade des planches est un de ces textes. C'est un recueil de plusieurs courtes pièces qui s'interrogent sur le monde du théâtre. On y croise des comédiens en derniers préparatifs avant le spectacle, d'autres qui répètent avec un metteur en scène plus qu'exigeant, d'autres encore qui confondent réalité et illusion théâtrale... Il y a également des monologues: la complainte du tube de fond de teint, le chant du projecteur... Ce texte a été publié en 1996 et a été joué de nombreuses fois depuis.

- Les pièces de Jean-Paul Alègre les plus jouées sont Histoires à lire debout, la Ballade des planches, C'est Jean Moulin qui gagné, La Maladie du sable, Deux tickets pour le Paradis, Côté Courtes, Théâtrogrammes, Lettres Croisées, Les cinq dits des clowns au Prince, Agnès Belladone, C'est nous les loups, Blanche Maupas, l'amour fusillé...Il a également traduit et adapté plusieurs pièces du grand dramaturge américain Israël Horovitz.

- En 2015, il fait paraître Moi, Ota, rivière d'Hiroshima, pièce qui fait parler le fleuve qui traverse la cité. Elle est publiée à L'Avant-Scène-Théâtre en français, et dans la revue Théâtro en japonais, dans une traduction de Masako Okada. La création mondiale a lieu en avril 2015 au Théâtre Kaï de Tokyo et bénéficie d'un certain retentissement. La création francophone est confiée au metteur en scène suisse Cédric Laubscher et a lieu en septembre de la même année au Théâtre de Colombier, près de Neuchâtel.

- En 2018, il publie, à L'Avant-Scène-Théâtre, Le Tourbillon de la grande soif, pièce qui est créée aux Estivades Internationales de Marche-en-Famene (Belgique), ainsi que Un drôle de plongeon, dans la nouvelle collection destinée au jeune public, Mip et Lo font du théâtre, initiée par les éditions Nathan.

- En 2022 la publication de sa nouvelle pièce, Très Saint-Père, toujours à L'Avant-Scène théâtre, débouche sur une double création, en Belgique, à Bruxelles, par la compagnie La didascalie dans une mise en scène de Monique Dobly, et en France, au Festival national de l'Humour en poche, à Villers-lès-Nancy, dans une mise en scène de Patrick Schoenstein.

- En 2023, Moi, Ota, rivière d'Hiroshima fait son entrée dans la collection les Carrés classiques, aux éditions Nathan.
- En 2025, il écrit, à la demande de l'association ADH (Au delà de nos handicaps), une pièce sur le Syndrome Post-Traumatique, dont le titre est Un petit verre d'eau-de-vie, qui est publiée à L'Avant-Scène Théâtre.